# Bravia

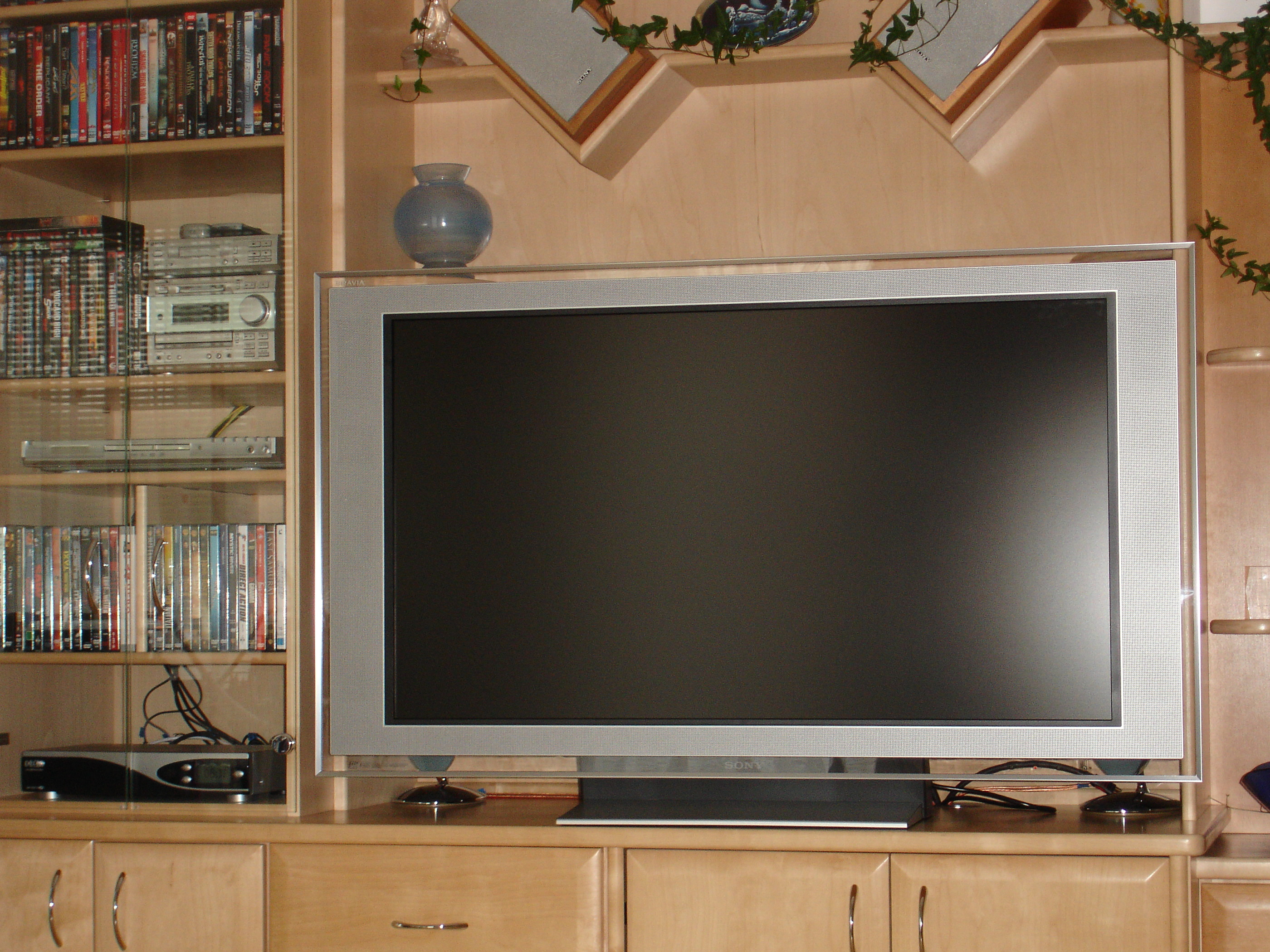
Телевизор марки Bravia (модель 2006 года выпуска)

Bravia (англ. Best Resolution Audio Visual Integrated Architecture — интегрированные решения для идеального звука и изображения высокой чёткости) — торговая марка (бренд) Sony на рынке LCD-телевизоров.

## О бренде
Бренд Bravia заменил летом 1997 года бренд WEGA. Благодаря бренду Bravia, компания Sony в 2006 года заняла первое место по продажам плазменных телевизоров во всём мире.
Вначале для бренда Bravia использовался слоган «Colour like.no.other» — «Цвет. Как никто другой» (что является версией основного слогана Sony тех лет «like.no.other», позднее — «make.believe». Бренд позиционируется как обладающий «прекрасным дизайном и естественной цветопередачей». Основная направленность в потребительском секторе — премиум-сегмент. Компания по сей день производит телевизоры премиум сегмента. Они дороже массовых изделий, но высокая цена компенсируется отличным качеством, надёжностью и долговечностью.

## Технологии
В телевизорах бренда Bravia Sony использует следующие технологии, стандарты, службы, приложения:
- 3D
- 4K
- AirDrop
- Bluetooth
- Bravia Engine
- Bravia Sync
- DLNA
- DSP
- DVB-T2
- Local Dimming
- MHL
- MotionFlow XR
- HDMI
- NFC
- PlayMemories Online
- SCART
- Skype
- TRILUMINOS
- TV SideView
- Sony Entertainment Network
- Wi-Fi Direct
- X-Reality PRO
- XrossMediaBar
- X-tended Dynamic Range
- x.v.Colour

## Хронология выпуска моделей
Телевизоры Bravia представлены сериями (новые серии, относительно предыдущего периода, выделены жирным шрифтом. В скобках, через косую черту, указаны размеры экрана телевизора в пределах серии. По показателю «цена/качество» в рамках временного периода серии перечисляются от лучшей к худшей слева-направо):

### 2008
- 2008, весна-лето — X3500, X3000, E4000, W4000, V4000, V4500, V3000, D3500, S3000, S4000, U3000, P3000, B4000
- 2008—2009 — X4500, Z4500, W4500, W4000, E4000, V4000, V4500, S4000, U4000, L4000

### 2009
- 2009, апрель — ZX1, X4500, Z4500, WE5, W5500, E5500, E5300, V5500, V550A, S5600, S550A
- 2009, сентябрь — ZX1, X4500, Z4500, WE5, W5710, E5500, V5500, P5600, S550A
- 2009, октябрь — Z5500

### 2010
- 2010 — LX900, HX900, NX800, NX700, EX700[1]

### 2011
- 2011, январь — LX900, HX900, NX800, NX700, NX810, NX710, NX500, NX400, EX710, EX600, EX402, EX302, EX40B, BX400, BX401, BX301, BX20D, BX200
- 2011, весна-лето — HX92 (55″/46″), NX72 (55″/46″/40″), NX52 (40″/32″), EX72 (55″/46″/40″/32″), EX52 (46″/40″/37″/32″), EX42 (32″), EX32 (26″/24″/22″), CX52 (46″/40″/32″), CX32D (22″), BX42 (40″/32″), BX32 (32″/26″).
- 2011—2012, осень-зима — HX92 (65″/55″/46″), NX72 (55″/46″/40″), EX72 (55″/46″/40″/32″), EX52 (46″/40″/37″/32″), EX42 (32″), EX32 (26″/24″/22″), CX52 (46″/40″/32″), CX32D (22″), BX42 (40″/32″), BX32 (32″/26″).

### 2012
- 2012, лето

серия HX853*: 55″, 46″, 40″
серия HX753*: 55″, 46″, 40″, 32″
серия EX653*: 46″, 40″, 32″
серия EX553*: 26″, 22″
серия BX440/340: 40″, 32″
- 2012, осень-зима

серия HX953*: 65″, 55″
серия HX853*: 55″, 46″, 40″
серия HX753*: 55″, 46″, 40″, 32″
серия EX653*: 46″, 40″, 32″
серия EX553*: 26″, 22″
серия EX443/343*: 42″, 32″
- 2012, декабрь — первая 4K 84″ модель серии X9[3]

серия X9005: KD-84X9005

### 2013
- 2013, апрель — выпуск серий W9, W8, W6 и R4[4].

серия W905: KDL-55W905A, KDL-46W905A, KDL-40W905A
серия W808: KDL-55W808A, KDL-47W808A, KDL-42W808A
серия W653: KDL-42W653A, KDL-32W653A,
серия W603: KDL-32W603A
серия R47x: KDL-46R473, KDL-40R473
серия R42x: KDL-32R423
- 2013, июль — выпуск 4K моделей серии X9[5]

серия X9005: KD-65X9005A, KD-55X9005A
- 2013, ноябрь

первый в мире LED-телевизор серии S с изогнутым экраном: KDL-65S995A
серия X8 (4K): KD-65X8505A, KD-55X8505A

### 2014
- 2014, январь

Sony представила новую линейку широкоформатных телевизоров Bravia с конструкцией/дизайном Wedge*.
В этой линейке телевизоры формата 4K представлены тремя (3) сериями из семи (7) моделей, а формата Full HD (2K) — шестью (6) сериями, в которые входят 14 моделей.
- 2014, апрель

серия W9: KDL-65W95*, KDL-55W95*
серия W85: KDL-60W85*
серия W8: KDL-55W80, KDL-50W80, KDL-42W80
серия W7: KDL-50W70, KDL-42W70, KDL-32W70
серия W6: KDL-60W60, KDL-48W60, KDL-40W60
серия R4: KDL-40R48, KDL-32R43, KDL-40R45, KDL-32R41
- 2014, май

серия X95 (4K): KD-65X9505B
серия X9 (4K): KD-65X9005B, KD-55X9005B
- 2014, август — две модели с изогнутым экраном[11]

серия S9 (4K): KD-75S9005B, KD-65S9005B
- 2014, октябрь

серия X95 (4K): KD-65X9505B
серия X9 (4K): KD-79X9005B, KD-65X9005B, KD-55X9005B
серия X8 (4K): KD-70X8505B, KD-65X8505B, KD-55X8505B, KD-49X8505B
серия W9: KDL-65W95, KDL-55W95
серия W85: KDL-60W85
серия W8: KDL-55W80, KDL-50W80, KDL-42W80
серия W7: KDL-50W70, KDL-42W70, KDL-32W70
серия W6: KDL-60W60, KDL-48W60, KDL-48W60,
серия W5: KDL-32W50
серия R48/R43: KDL-48R48, KDL-40R48, KDL-32R43
- 2014, декабрь

серия X9505 (4K): 85″, 65″
серия S9005 (4K): 75″, 65″
серия X9005 (4K): 79″, 65″, 55″
серия X8505 (4K): 70″, 65″, 55″, 49″
серия W955*: 65″,55″
серия W855*: 60″
серия W8: 55″, 50″, 42″
серия W7: 50″, 42″, 32″
серия W605: 60″, 48″, 40″
серия W585: 48″
серия W503: 32″
серия R483: 48″, 40″
серия R433: 32″
серия R453: 40″
серия R413: 32″
серия R353: 40″
серия R303: 32″

### 2017
В 2017 году компания Sony начала обновлять телевизоры Bravia для работы на Android 7.0 Nougat. Помимо прочих функциональных новшеств, пользователям предоставится возможность пользоваться телевизором с нескольких аккаунтов Google, появится беспроводная передача видео в формате 4K с мобильного устройства на экран (Chromecast built-in), подключение наушников по Bluetooth и поддержка формата Hybrid Log-Gamma (HLG) HDR.